# Ceròesa
Ceròesa (en grec antic Κερόεσσα Keroessa), segons la mitologia grega, és filla de Io i de Zeus. Va néixer prop de Bizanci, al Corn d'Or, ja que el seu nom recorda el terme que designa el corn (κερας). Va ser raptada per una nimfa i després estimada per Posidó, de qui va tenir un fill, Bizant, fundador i primer rei de la ciutat de Bizanci. Va tenir un altre fill, Estrombe, que va fer la guerra contra el seu germà i els bizantins.